# Kabelsketal
Kabelsketal er en kommune i Saalekreis i den tyske delstat Sachsen-Anhalt. Den blev dannet 1. januar 2004 ved en frivillig sammenlægning af kommunerne Dieskau, Dölbau, Gröbers og Großkugel.
Kabelsketal ligger sydøst for Halle og nordvest for Leipzig, lidt vest for Leipzig/Halle Lufthavn, der ligger lige på den anden side af grænsen til delstaten Sachsen.

## Byer og bydele
Kommunen omfatter byerne
- Dieskau (3.100 indbyggere) med bydelene Dieskau og Zwintschöna
- Dölbau (1.170 indbyggere) med bydelene Dölbau, Kleinkugel og Naundorf
- Gröbers (2.560 indbyggere) med bydelene Benndorf, Gottenz, Gröbers, Osmünde og Schwoitsch
- Großkugel (2.205 indbyggere) med bydelene Beuditz og Großkugel

- Wikimedia Commons har flere filer relateret til Kabelsketal